# ジュディアンナ・マコフスキー
ジュディアンナ・マコフスキー (Judianna Makovsky) はアメリカ合衆国ニュージャージー州出身の映画衣裳デザイナーである。『カラー・オブ・ハート』、『ハリー・ポッターと賢者の石』、『シービスケット』の3作でアカデミー衣裳デザイン賞にノミネートされている。

## 主な作品
- 友よ、風に抱かれて Gardens of Stone (1987)
- ビッグ Big (1988)
- 運命の逆転 Reversal of Fortune (1990)
- 私に近い6人の他人 Six Degrees of Separation (1993)
- スペシャリスト The Specialist (1994)
- クイック&デッド The Quick and the Dead (1995)
- リトル・プリンセス A Little Princess (1995)
- 白い嵐 White Squall (1996)
- ロリータ Lolita (1997)
- ディアボロス/悪魔の扉 The Devil's Advocate (1997)
- 大いなる遺産 Great Expectations (1998)
- カラー・オブ・ハート Pleasantville (1998)
- プラクティカル・マジック Practical Magic (1998)
- ラブ・オブ・ザ・ゲーム For Love of the Game (1999)
- バガー・ヴァンスの伝説 The Legend of Bagger Vance (2000)
- ハリー・ポッターと賢者の石 Harry Potter and the Sorcerer's Stone (2001)
- シービスケット Seabiscuit (2003)
- ナショナル・トレジャー National Treasure (2004)
- X-MEN:ファイナル ディシジョン X-Men: The Last Stand (2006)
- Mr. Brooks (2007)
- ナショナル・トレジャー/リンカーン暗殺者の日記 National Treasure: Book of Secrets (2007)
- Cirque du Freak (2009)